# Arturo Carmona
Arturo Aram Carmona Rodríguez (ur. 9 lipca 1976 w Monterrey) - meksykański piłkarz, biznesmen i aktor. Wystąpił w telenowelach takich jak Miłość jak tequila (Destilando amor, 2007), Nie igraj z aniołem (Cuidado con el ángel, 2008–2009), Morze miłości (Mar de amor, 2009–2010), Ja, ona i Eva (Por ella soy Eva, 2012), Sąsiadka (La vecina, 2015–2016) i Enamorándome de Ramón (2017).

## Życiorys
Urodził się w Monterrey, w stanie Nuevo León jako syn Guadalupe Rodríguez i Arturo Carmony. Dorastał wraz z bratem Danielem i siostrą Judith. Po śmierci jego matki, wychowywaniem w rodzinie zajęła się babka ze strony matki.
Rozpoczął swoją karierę sportową w piłkarskiej drużynie Club 34. Jego koledzy piłkarze uznali go pomocnym dobrym przyjacielem i wybrali dla niego pseudonim „El perro” (Pies). Później dołączył do programu sportowego, gdzie stawiał swoje pierwsze kroki w aktorstwie. W 2005 wziął udział w reality show Big Brother VIP.
W latach 1998–2001 był żonaty z piosenkarką Alicią Villarreal, z którą ma córkę Melenie Aidée (ur. 10 kwietnia 1999).

## Filmografia
- 2006: Brzydula Betty (Ugly Betty) jako czarny charakter w telewizji
- 2006: La Verdad oculta jako Arq. Mauricio Medina
- 2006: Hoy jako gospodarz
- 2007: Muchachitas como tú jako Diego
- 2007: Miłość jak tequila (Destilando Amor) jako Alfredo Loyola
- 2008–2009: Nie igraj z aniołem (Cuidado con el ángel) jako Amador Robles
- 2009–2010: Morze miłości (Mar de amor) jako Santos Nieves
- 2010: Triumf miłości (Triunfo del amor) jako Gonzalo Candela
- 2011: Rafaela jako Victor Acuña
- 2013: Burza jako Jose Manriquez
- 2016: Droga do szczęścia
- 2020: Z miłości do dziecka (Te doy la vida) jako dowódca Robles